# O cavalo que defecava dinheiro
O cavalo que defecava dinheiro é um romance de cordel de Leandro Gomes de Barros. Foi escrito entre as décadas de 1950 e 1960[carece de fontes?], e foi publicado pela primeira vez por João Martins de Athayde, em 1976. É considerado um dos clássicos da literatura nordestina, tendo inspirado a peça teatral Auto da Compadecida.

## Estilo
O estilo
Existem 76 estrofes, com seis versos cada. As estrofes são compostas com seis sílabas métricas, além de rimas nos versos pares e versos brancos nos ímpares.

## Personagens
O cordel possui os seguintes personagens:
- Compadre pobre, personagem-protagonista.
- Duque, compadre do compadre pobre.
- Cavalo, cavalo que defecava dinheiro.
- Mulher.
- Mulher do duque, mulher do duque.
- Capangas, capangas do duque.
- Boiadeiro.